# Callyspongia tenuis
Callyspongia tenuis är en svampdjursart som beskrevs av Thum 1903. Callyspongia tenuis ingår i släktet Callyspongia och familjen Callyspongiidae. Inga underarter finns listade i Catalogue of Life.